# 991 до н. е.

## Події
- В Напаті закінчилось правління Менхеперри.

### Астрономічні явища
- 20 березня. Кільцеподібне сонячне затемнення.[1]
- 12 вересня. Повне сонячне затемнення.[1]